# Ricardo Rodríguez (kierowca wyścigowy)
Ricardo Rodríguez de la Vega (ur. 14 lutego 1942 w mieście Meksyk, zm. 1 listopada 1962 tamże) – meksykański kierowca wyścigowy.
W powszechnej opinii najbardziej utalentowany kierowca w historii swojego kraju; młodszy brat Pedro, który również startował w wyścigach samochodowych.

## Kariera
Ricardo zwrócił na siebie uwagę w 1960 roku dzięki drugiemu miejscu w słynnym 24-godzinnym wyścigu w Le Mans, gdzie partnerował mu André Pilette (startowali w samochodzie Ferrari zespołu Luigi Chinettiego). W wieku zaledwie 18 lat, do dziś pozostaje najmłodszym kierowcą, który wywalczył miejsce na podium tego wyścigu.
Na początku 1961 roku wraz z bratem Pedro zajął trzecie miejsce w zawodach długodystansowych samochodów sportowych w Sebring, a później drugie w Nürburgring. Te wyniki zaowocowały kontraktem z fabryczną ekipą Ferrari. W Formule 1 Ricardo debiutował podczas Grand Prix Włoch na torze Monza, będąc wówczas najmłodszym kierowcą w historii.
W 1962 roku startował w czterech kolejnych wyścigach. W Grand Prix Belgii na torze Spa-Francorchamps zajął czwarte miejsce.
Pod koniec 1962 roku Enzo Ferrari nie zdecydował się wysłać swoich samochodów do Meksyku, gdzie zaplanowano pierwszy w historii tego kraju wyścig Formuły 1. Nie był on zaliczany do punktacji Mistrzostw, jednak Ricardo nie chciał opuścić inauguracji F1 w swojej ojczyźnie. Wynajął więc Lotusa od Roba Walkera i zameldował się na torze położonym na obrzeżach stolicy kraju, mieście Meksyk. W trakcie treningu John Surtees uzyskał najszybszy czas, ale Ricardo koniecznie chciał go poprawić. Próba zakończyła się tragicznie, wypadkiem na zakręcie Peraltada. Młody Meksykanin zmarł kilka minut po wypadku w efekcie rozległych obrażeń wewnętrznych.
Starszy brat Ricardo Rodrígueza, Pedro również zginął w wypadku na torze (w 1971 roku). Po śmierci obu braci, ich imieniem nazwano tor, na którym zginął Ricardo.